# .32-20 WCF
Die ab 1882 produzierte .32-20 WCF-Patrone (.32-20 Winchester Center Fire) wurde wie die .44-40-WCF- und die .38-40-WCF-Patrone für das Winchester-Mod.-73-Gewehr entwickelt. Wie die Patronen im größeren Kaliber war sie eine für ihre Zeit leistungsfähige Zentralfeuerpatrone. 1895 brachte Winchester eine kleinere Verwandte der .32-20 auf den Markt, die .25-20 Winchester mit einer auf der .32-20 basierenden, dem kleineren Kaliber angepassten Patronenhülse.

## Bezeichnung
Im deutschen Nationalen Waffenregister (NWR) wird die Patrone unter Katalognummer 92 unter folgenden Bezeichnungen geführt (Auswahl, gebräuchliche Bezeichnungen in Fettdruck)
- .32-20 Win (Hauptbezeichnung)
- .32-20 Colt L.M.R.
- .32 C.L.M.R.
- .32-20
- .32-20 Hi-Power
- .32-20 Marlin
- .32-20 W.H.V.
- .32-20 Winchester High Velocity
- .32-20 WCF
- .32-20 Winchester Center Fire
- .32 Colt Lightning Magazine Rifle
- .32 Marlin
- .32 Winchester
- 32-20-100 Marlin Safety
- 32-20-115 Winchester
- 8 x 33 Winchester

## Geschichte
Für die .32-20 WCF-Patrone im Kaliber .313 (7,95 mm) wurde eine Hülse gleicher Länge wie die .44er Hülse verwendet, sie hatte jedoch einen kleineren Durchmesser und war vorne verjüngt. Das Geschoss von 100 Grains hatte etwa die gleiche Mündungsgeschwindigkeit wie die größeren Patronen. Beim Verschießen der Patrone mit dem Gewehr war der Rückstoß kaum spürbar, beim Revolver war er wesentlich geringer, was ein schnelleres Schießen erlaubte. Wie ihre größeren Schwestern war sie ursprünglich für das Winchester-Mod.-73-Gewehr vorgesehen, später brachte Winchester auch andere Modelle auf den Markt für die .32-20.
Ab 1887 stellte auch Colt den Single Action Army in diesem Kaliber her, und 1888 folgte der Colt Model 1878 Double Action. Sowohl Colt als auch Smith & Wesson stellten bis in die neuere Zeit auch Revolver mit ausschwenkbarer Trommel für diese für das sportliche Schießen geeignete Patrone her.
Auch der Colt-Lightning-Vorderschaftsrepetierer war im Kaliber .32-20 erhältlich. Andere Hersteller waren Marlin mit Unterhebelrepetierern und Remington mit dem Rolling-Block-Einzellader. Die Patrone wurde nach der Jahrhundertwende auch mit rauchlosem Pulver geladen und jagdlich für Kleinwild verwendet. Mit dem von John Browning entwickelten „Model 1892“ brachte Winchester einen Unterhebelrepetierer auf den Markt, der auch für das Verschießen von rauchlosen Patronen geeignet war.
Bei den von Winchester laborierten .32-20-Patronen mit rauchlosem Pulver wurden anfangs die außenballistischen Daten der Schwarzpulverpatronen beibehalten, später wurde auf stärkere Ladungen übergegangen. Die Produktion wurde 1937 eingestellt, nach dem Krieg jedoch mit dem Aufkommen des Cowboy Action Shooting wieder aufgenommen.

## Moderne Munition

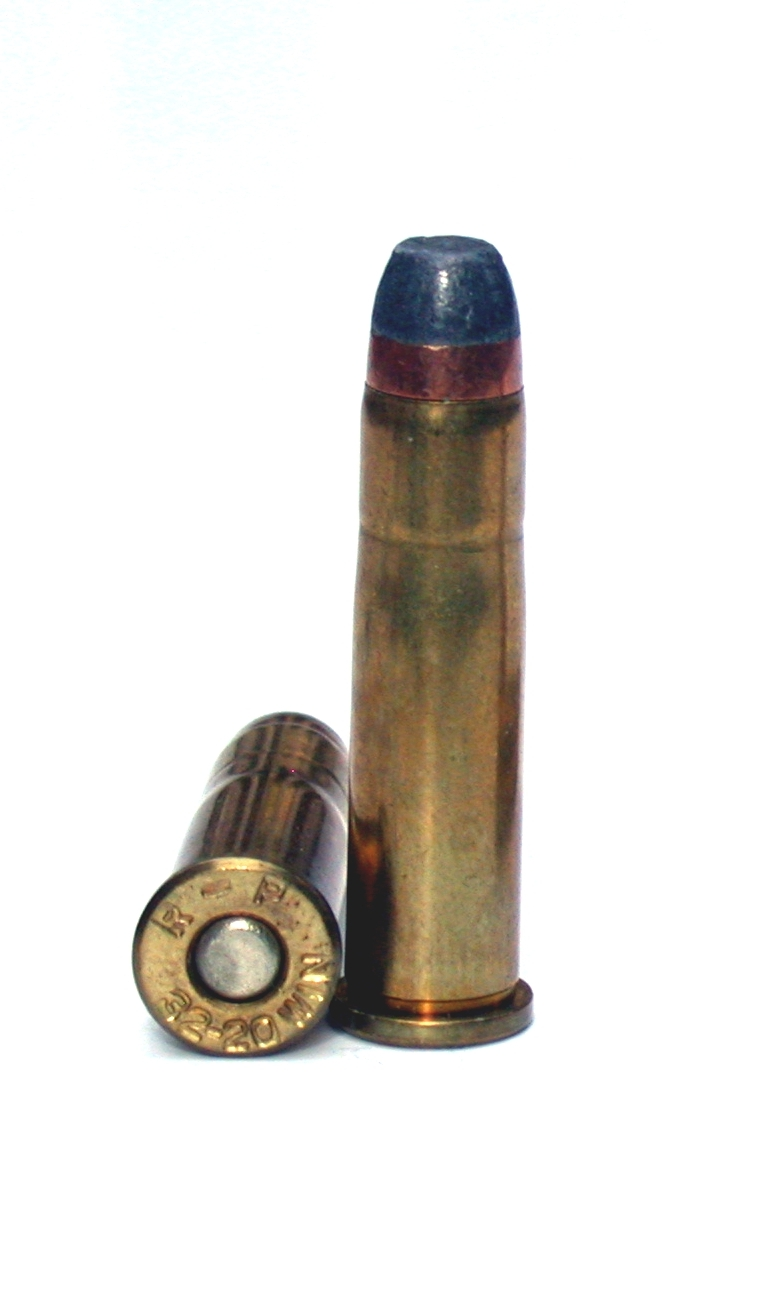
Moderne .32-20 WCF-Patronen

Aus Gewehrläufen verschossene 100-Grains-Geschosse erreichen eine Mündungsgeschwindigkeit von 1290 ft/s (394 m/s) und haben bis 200 m Schussdistanz praktisch die gleiche Schussbahn wie die .44-40 WCF-Patrone. Aus einem 6″-Revolverlauf sind es 1030 ft/s (314 m/s).
Winchester-Western bietet unter der Bezeichnung .32-20 HV (High Velocity) Patronen mit einem 80-Grains-Geschoss und einer Mündungsgeschwindigkeit von 2100 ft/s (641 m/s) an.
Bei Schwarzpulverschützen und beim Cowboy Action Shooting werden selbstgeladene .32-20-Patronen wegen ihrer Rauchentwicklung und dem schwachen Rückstoß verwendet.
Moderne rauchlose .32-20-Munition darf nur in Colt-Single-Action-Army-Revolvern mit Prüfmarke VP (in Dreieckform) am Abzugsbügel verschossen werden.